# Schildbach (Gemeinde Hartberg Umgebung)
Schildbach ist eine Ortschaft und ein Dorf in der Oststeiermark sowie der Hauptort und eine Katastralgemeinde der Gemeinde Hartberg Umgebung im Bezirk Hartberg-Fürstenfeld. Die Ortschaft hat 504 Einwohner (Stand 1. Jänner 2024). Bis Ende 1968 war Schildbach eine eigenständige Gemeinde.

## Geografie

### Geografische Lage

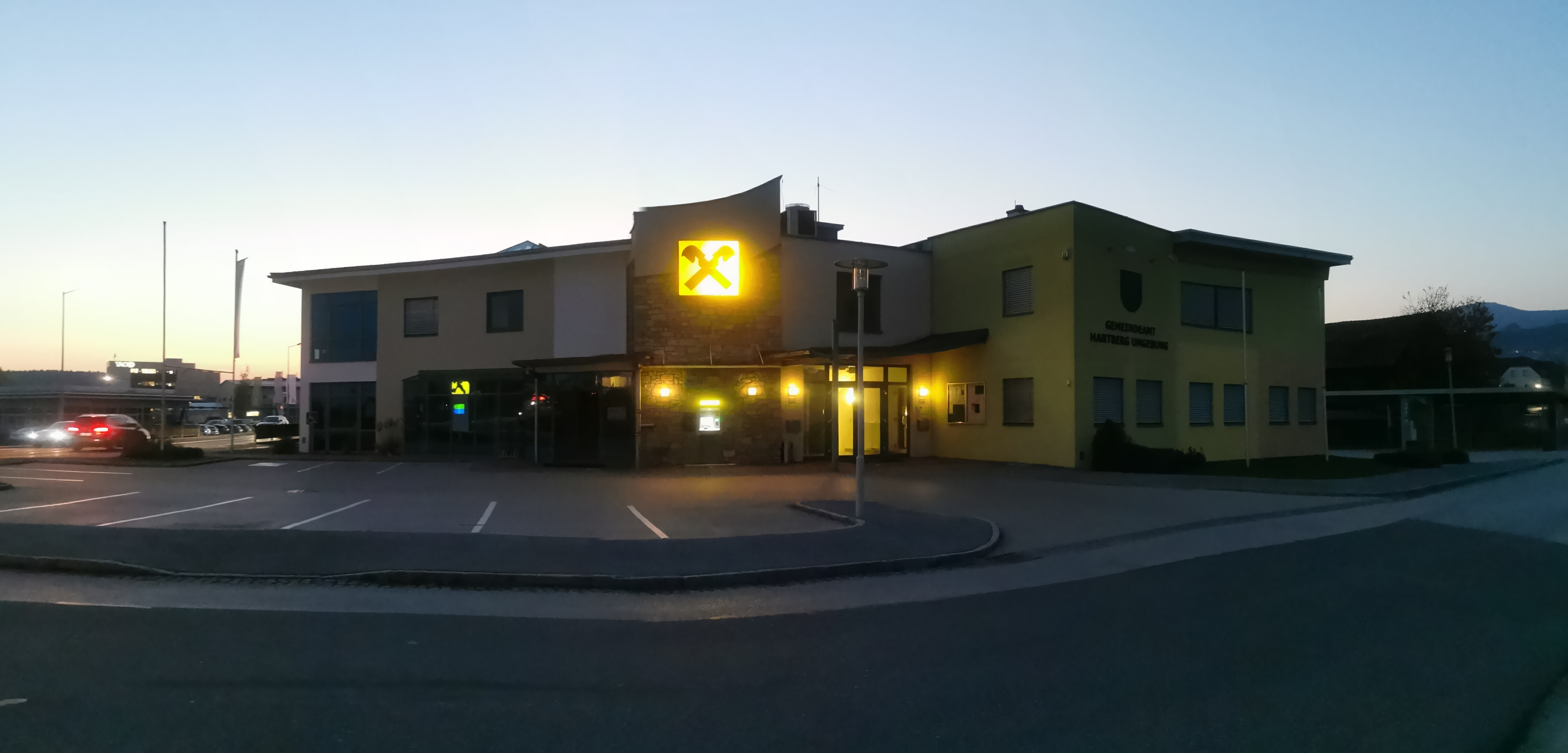
Gemeindeamt und ehemalige Raiffeisenbank

Der Ort Schildbach liegt im östlichen Teil der Gemeinde Hartberg Umgebung, westlich der Stadtgemeinde Hartberg, wobei das Ortsgebiet von Schildbach mit dem von Hartberg zusammengewachsen ist. Das Gebiet der Katastralgemeinde Schildbach erstreckt sich im Nordwesten bis nach Löffelbach mit dem gleichnamigen Dorf, im Norden und Osten bis zu den nach Hartberg gehörenden Ortsteilen Ring und Grazervorstadt mit den Stadtteilen Steinfeld, Lebing und der Siedlung Neusafenau. Im Südosten reicht Schildbach bis nach Wenireith mit der Streusiedlung Totterfeld und im Südwesten bis nach Siebenbrunn mit dem gleichnamigen Dorf. Im Westen von Schildbach befindet sich die Ortschaft und die Rotte Mitterdombach.
Die Wechselstraße B54 verläuft durch den Hauptort, wo auch das Gemeindeamt liegt.
Im Osten von Schildbach fließt der Schildbach, ein Nebenfluss des Löffelbaches, der auch auf Teilen seines Verlaufes die Grenze der Katastralgemeinde bildet. Im Westen verläuft der Löffelbach durch die Katastralgemeinde. Im Süden und Südwesten der Katastralgemeinde befindet sich der Heidenwald.

### Geografische Gliederung
Der Ort Schildbach gehört zur Gemeinde Hartberg Umgebung. Neben dem gleichnamigen Ort und Dorf weist die Statistik Austria auch noch das Gesundheitszentrum sowie das Rasthaus Ring auf dem Gebiet der Katastralgemeinde als statistische Einheit aus.

## Geschichte
Die Gegend um den späteren Ort Schildbach befand sich ursprünglich im Besitz der Landesfürsten. Als Markgraf Leopold I. nach 1122 Land in der Oststeiermark an seine Ministeriale vergab um die Kolonisation dieses Gebietes voranzutreiben, behielt er den Besitz um Hartberg und das spätere Schildbach in eigener Hand. Leopold I. ließ auf diesem Gebiet eine Burg errichteten und gründete den Markt Hartberg. Auf dem freien Gebiet westlich des neu geschaffenen Markt wurde vermutlich im dritten Viertel des 12. Jahrhunderts das Dorf Schildbach gegründet. Das Dorfgebiet reichte damals bis an den oberen Lauf des Dombaches und damit bis an die Grenze zu Besitzungen der Stubenberger und später der Neuberger. Zur Zeit der Dorfgründung wurde etwas südlich des Ortes auch ein landesfürstlicher Gutshof, der als Fronhof der Neugründung diente und an dem vermutlich Bewohner Schildbachs Frondienst zu verrichten hatten. Die erste urkundliche Erwähnung des Dorfes erfolgte 1294 als Shilpach. Der Name dürfte sich dabei vom Bachlauf an dem das Dorf gegründet wurde ableiten. Da dieser verschilft war bürgerte sich der Name Schilfbach, später aber auch Haidenbach für das Gewässer ein. Der Ort selbst bestand damals aus einer einzeiligen Häuserreihe mit langen Hausstreifen am rechten Ufer des Baches sowie aus einer am linken Bachufer gelegenen regellos angeordneten Hofgruppe. Die Hofgruppe entstand später als die Häuserreihe oder wurde erst nach einer Zerstörung des Dorfes angelegt.
Das Dorf befand sich bereits kurz nach seiner Gründung nicht mehr im landesfürstlichen Besitz. Schildbach wurde bereits im 1265 verfassten landesfürstlichen Urbar nicht mehr erwähnt. Der Gutshof sowie das Weingebirge, der spätere Schildberg, dürften etwas länger den Landesfürsten gehört haben. Das Weingebirge kam schließlich zur Herrschaft Hartberg. Das Dorf Schildbach wurde grundherrschaftlich von den Landesfürsten zerteilt. Als älteste Besitzer traten die Herren von Kranichberg auf. So ist belegt, dass Siegfried von Kranichberg am 2. September 1294 Otto dem Schrot und dessen Frau Eneit neun Huben Land beim Dorf Schildbach ohne Marchdienst verlieh. Ein kleiner Anteil von Schildbach verblieb bei den Landesfürsten, die es aber dem 1327 gegründeten Stift Neuberg stifteten. Der Neuberger Abt Simon von Boldersdorf verkaufte 1355 zwei Höfe, eine Mühle sowie eine Hofstatt bei Schildbach an das Stift Vorau. Für das Jahr 1377 ist belegt, dass Niklas Riegersdorfer 1,5 Huben von den Kranichbergern von Petronell innehatte. Durch die 1383 und 1392 bezeugte Ehe Elsbets von Kranichberg mit Friedrich von Stubenberg dürfte der Ort als Mitgift in den Besitz der Stubenberger gelangt sein. Die Landesfürsten zerteilten schließlich auch den Grund des Gutshofe und es entstanden mit dem Knorrenhof, dem Flanderhof und dem Pichl drei Höfe. Der Knorrenhof war der Haupthof und am längsten landesfürstlicher Besitz. Der Flanderhof ging an die Herren von Kranichberg und der Pichl ging an die Herren von Neuberg. Um 1400 hatte der Ritter Hartnid der Reuter, ein Dienstmann der Kranichberger, das Lehen über alle drei Höfe inne. Außerdem dürften Teile von Schildbach zur Herrschaft Schloss Reitenau, welche die Reuter innehatten, gehört haben. Hartnid und seine Frau Anna verkauften am 15. Juli 1417 den von den Landesfürsten belehnten Knorrenhof, den von den Kranichbergern von Petronell belehnten Flanderhof sowie den von Albrecht von Neuberg belehnten Pichl an die Richter und den Rat der Stadt Hartberg. Als Grenzen für den Grund der drei Höfe wurden die Raine von Dombach, Hartberg, Siebenbrunn und Wenireith genannt.
Das Stift Vorau tauschte 1329 seinen Besitz in Schildbach mit Niklas Hueter, der Kaplan von Maria Lebing war. In dieser Tauschurkunde finden erstmals Bewohner des Ortes eine namentliche Erwähnung. Das Dorf wurde 1418 bei einem Einfall der Ungarn zerstört. Agnes, die Frau Bernhard Rindscheits und eine Tochter Welchun Reuters, verkaufte 1434 ihrer mit Hans Zebinger verheirateten Schwester Elsbeth zwei Höfe bei Schildbach. Im Jahr 1459 wird ein Amt des Niklas Rosner zu Schildbach erwähnt. Dieses Amt war Teil des 1504 aufgestellten Stiftungsgutes für das neu gegründete Stift Pöllau. Das Benefizium von Maria Lebing ging im 16. Jahrhundert zusammen mit dem dazugehörigen Besitz in Schildbach an die Stadtpfarre Hartberg. Im 16. Jahrhundert ließen sich wegen eines nahe gelegenen Steinbruches Steinmetze im Ort nieder. Die Bewohner dieser Höfe mussten für den Stadtpfarrer Robotdienste leisten. Das Leibsteuerverzeichnis der Herrschaft Pöllau aus dem Jahr 1527 nennt ein Amt Schildbach, zu dem 16 Untertanen gehörten. Durch einen Türkeneinfall wurde das Dorf 1532 erneut zerstört. Im Jahr 1543 wurden in einer Gültschätzung 13 Untertanen, neun Höfe, drei halbe Höfe sowie eine Brandstatt aufgelistet. Das Rauchsteuerregister von 1572 nennt zwölf Untertanen, acht Huben und vier Hofstätten. Aufgrund fehlender Urbare lässt sich der Pöllauer Besitz von zwölf Bauerngründen, drei Keuschen, der Gemeindeschmiede sowie eines Kalkofens in Schildbach erst wieder ab dem Theresianischen Kataster nachweisen. Die Herrschaft Pöllau war der größte Grundherr bei Schildbach und hatte deshalb auch die Ortsgerichtsbarkeit inne. Neben Pöllau hatten auch andere Herrschaften wie Reitenau Grund in Schildbach. Der sechs Gründe umfassende Reitenauer Besitz ging aber am 6. Dezember 1680 durch einen Teilungsvertrag zwischen den beiden Brüdern Georg Andrä und Wolf Friedrich Grafen von Wurmbrand an die Herrschaft Neuhaus. Nur ein Tavernenhaus verblieb bei der Herrschaft Reitenau.

Die Kranichberger von Petronell vergaben neben den Rittern Reuter aber auch ein weiteres Lehen an die Riegersdorfer. So wurde 1377 ein Niklas Riegersdorfer genannt, der 1,5 Lehen in Oberschildbach an Hertl von Teuffenbach
. In den Urbaren der Teuffenbacher werden um 1420, 1447 und 1466 zwei Höfe bei Schildbach genannt. Ihr Besitz wurde 1532 bei einem Einfall der Türken niedergebrannt, von den Teuffenbachern aber wieder aufgebaut und wurde Mittelpunkt ihres Amtes Schildbach. Bei einer 1540 erfolgten Teilung kam das Amt an Andrä von Teuffenbach und verblieb bis 1620 bei der Herrschaft Obermayerhofen. Im Jahr 1620 wurde das Amt Schildbach zusammen mit zwei Höfen, einer Keusche sowie einem Überländgrund von Ludwig Freiherr von Königsberg an Rudolf Freiherrn von Paar verkauft, der es seiner Herrschaft Hartberg unterstellte. Durch die Kuruzen wurden am 7. August 1704 acht Bauernhöfe, eine Keusche sowie die Schmiede bei Schildbach niedergebrannt. Beim Besuch einer Kommission am 20. Juli 1712 waren bis auf zwei Ausnahmen alle abgebrannten Höfe wieder aufgebaut worden und auch alle betroffenen Felder wurden wieder bestellt.
Im Jahr 1682 taten sich insgesamt 26 Gemeindegenossen in Schildbach zusammen und kauften der Herrschaft Hartberg ein Waldstück in der Haiden vom Hofwald ab. Der erworbene Grund wurde allerdings erst 1966 zusammengelegt. In Schildbach gab es auch eine Bauerngemeinschaft, die im Besitz der Haarstube sowie zahlreicher Grundstücke war und der 1880 25 Dorfgenossen angehörten. Bei der Volkszählung von 1770 wurde Schildbach ein Nummerierungsabschnitt der Pfarre Hartberg und dadurch um 1790 eine Steuer- und 1817 eine Katastralgemeinde. Durch die Schaffung der freien Gemeinden im Jahr 1850 wurde aus der bisherigen Katastralgemeinde die eigenständige Ortsgemeinde Schildbach. Der erste Gemeindevorsteher war 1855 Anton Hirschbeck. Nach dem Zweiten Weltkrieg entwickelte sich die bisherige Agrargemeinde immer mehr zu einem Standorte für größere Gewerbeunternehmen. So gibt es seit 1958 die Ringbetriebe, die eine Gaststätte, ein Gesundheitszentrum, ein Hotel sowie mehrere Geschäfte umfassen sowie seit 1970 ein Autohaus mit Kfz-Betrieb.
Die Gemeinde Schildbach wurde nach einem Beschluss der steiermärkischen Landesregierung Josef Krainer senior VI vom 3. Dezember 1968 mit Wirkung 1. Jänner 1969 mit den Gemeinden Flattendorf, Löffelbach, Mitterdombach und der Katastralgemeinde Wenireith zur neu geschaffenen Gemeinde Hartberg Umgebung zusammengelegt. Schildbach ist seitdem der Hauptort dieser Gemeinde, wo sich auch das Gemeindeamt befindet.

## Kultur und Tradition

### Traditionen und Bräuche
Jedes Jahr findet in Schildbach der Silvesterlauf an Silvester statt, wo man eine Dorfstrecke von ca. 1 km zurücklegen kann.
In Schildbach existiert ein sehr alter Brauch, die Pudelmutter: Ein Mann verkleidet sich als alte Frau und geht einen Tag vor den Heiligen Drei Königen von Haus zu Haus und lässt Naschzeug für Kinder bis 12. Jahren in das Haus fallen. Auch das Weihfeuertragen findet in Schildbach statt. Der Starttreffpunkt ist der Hauptplatz der Stadtpfarrkirche Hartberg, wo das Feuer geweiht wird. Mit dem geweihten Feuer gehen die Kinder von Haus zu Haus, um das geweihte Feuer zu bringen. Man darf bis zur Firmung an diesem Brauch teilnehmen. Um den 1. Jänner gibt es auch die Neujahrgeher, welche von Haus zu Haus gehen und ein Ständchen (bairisch-österreichisch: Gstanzl) vorspielen.

### Denkmalgeschützte Objekte in Schildbach

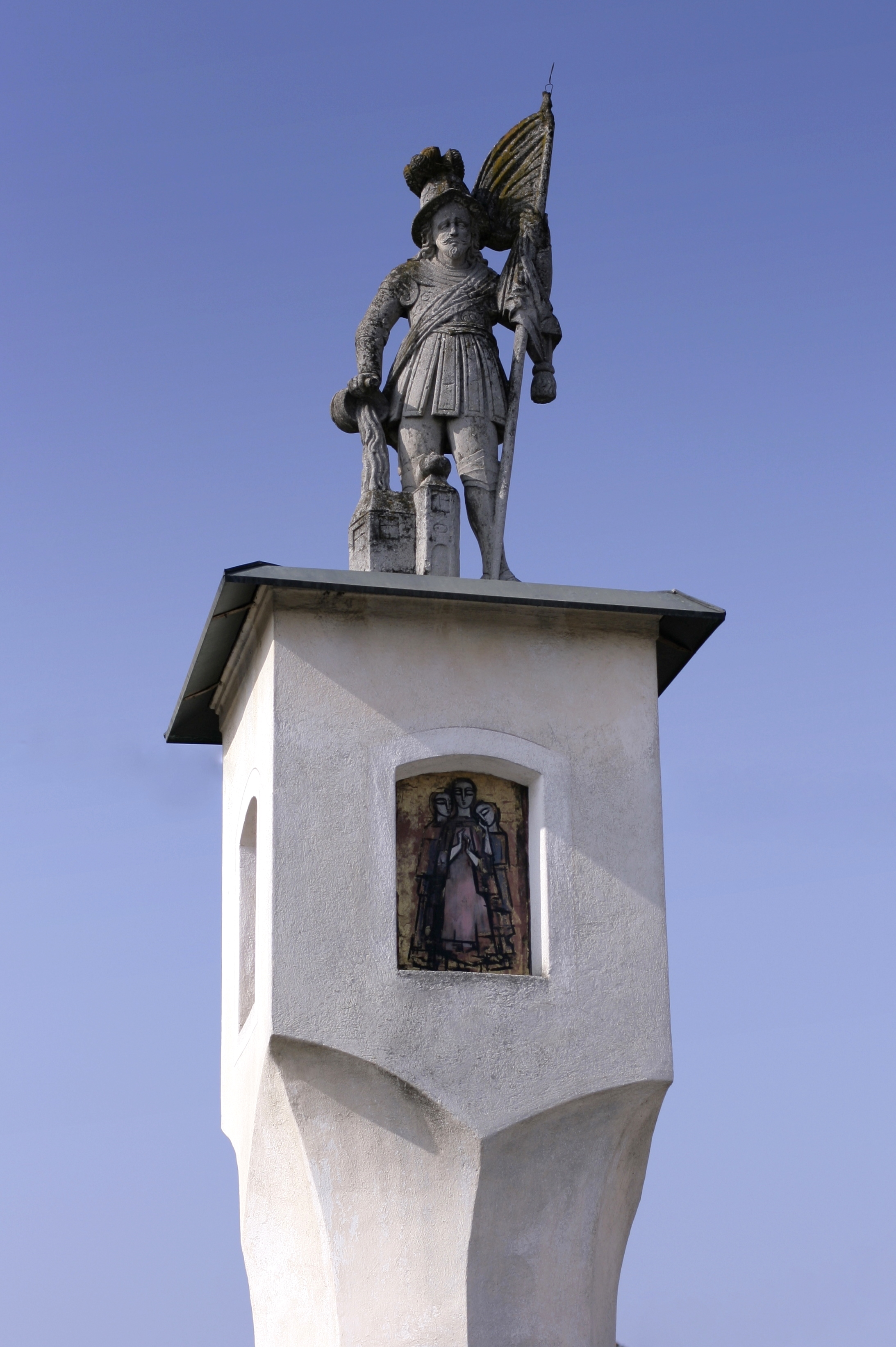
Der denkmalgeschützte Pfeilerbildstock mit einer Figur des heiligen Florian in Schildbach.

Auf dem Gebiet von Schildbach befindet sich zwei denkmalgeschützte Objekte. Dabei handelt es sich einerseits um einen spätgotischen Tabernakelpfeiler mit einer Darstellung des Heiligen Florian (Listeneintrag). Ursprünglich diente der Bildstock als Dorfkreuz und wurde nach eine Brandkatastrophe im Jahr 1845 dem Feuerpatron Florian gewidmet und umgestaltet. Der Bildstock ähnelt einer Säule und hat eine etwas unregelmäßige Form. Die halbkreisförmig abgeschlossenen Nischen im Tabernakelblock dürften aus der Zeit der Renaissance stammen. In ihnen befinden sich drei von Rudolf Huszar im Jahr 1976 in Email ausgeführte Ikonen, welche die Heiligen Martin und Pankratius sowie drei trauernde Frauen zeigen. Der Bildstock hatte bis zu seiner Umwidmung ein Pyramidendach, dieses wurde aber durch eine flache Platte ersetzt auf der eine 1,35 Meter hohe Figur des heiligen Florian steht.
Das zweite denkmalgeschützte Objekt ist ein Breitpfeilerbildstock am Ring (Listeneintrag). Dieser wurde im 17. Jahrhundert als Pestkreuz errichtet. Der Bildstock wurde als Hartberger Breitpfeiler mit Sprenggiebel und einem ziegelgedeckten Satteldach ausgeführt. In seiner südlichen Schauseite befindet sich ein mit Pacher signiertes Fresko der Pöllauer Schutzmantelmadonna. Das Fresko in der Sockelnische zeigt das Fegefeuer während sich in der Giebelnische eine Darstellung des Heiligen Geistes als Taube befindet. Eine Inschrift weist auf eine 1968 erfolgte Renovierung hin. An der westlichen Seite wird der heilige Pankratius dargestellt, während sich an der östlichen Seite eine Darstellung des heiligen Josef und an der Rückwand eine Darstellung des heiligen Josef mit Kind befindet.

## Erholung
In der Gemeinde befinden sich ein Hotel/Restaurant, und ein Gesundheits- und Erholungszentrum.

## Freiwillige Feuerwehr

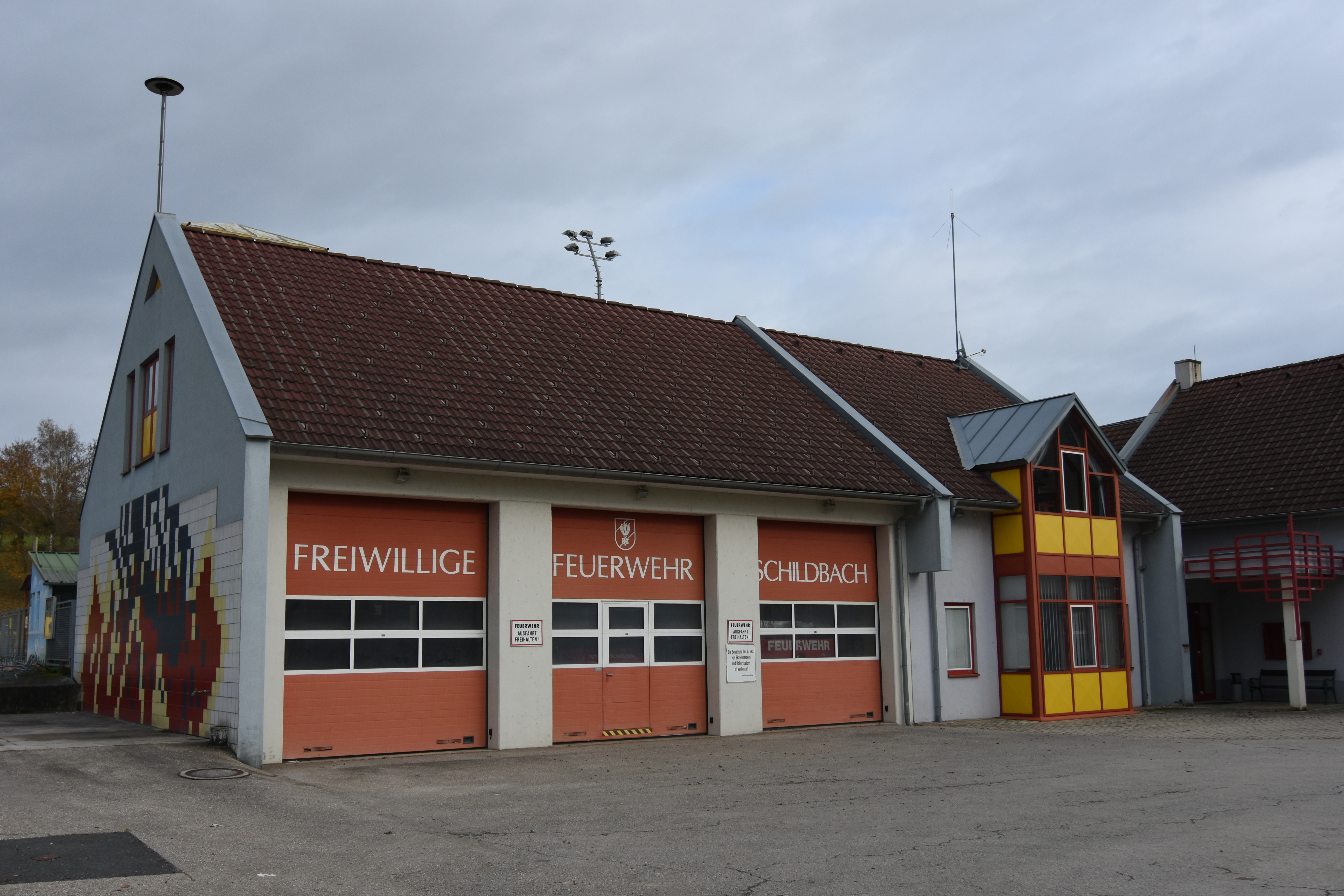
Rüsthaus der Freiwilligen Feuerwehr Schildbach

Die Gemeinde Schildbach besitzt eine Freiwillige Feuerwehr mit 91 Mitgliedern (davon 70 aktiv, 10 in Ausbildung und 11 Ausschussmitglieder). Die Feuerwehr existiert seit 1922 und betreibt den Löschbereich Schildbach, Wenireith, Totterfeld und Löffelbach. Das alte Rüsthaus wurde 1932 und 1976 vergrößert. Von 1991 bis 1995 wurde ein neues Rüsthaus gebaut. Die Kollegen der Freiwilligen Feuerwehr Mitterdombach betreiben den restlichen Löschbereich Siebenbrunn, Mitterdombach und Flattendorf.

## Ehemalige Gemeindevorsteher und Bürgermeister
- 1855 Anton Hirschbeck[5]
- 1857, 1858 Johann Riedenbauer[5]
- 1861–1867 Philipp Gruber[5]
- 1867 Anton Baumgartner[5]
- 1873 Johann Wilfinger[5]
- 1876 Anton Baumgartner[5]
- 1879 Josef Oswald[5]
- 1903–1909 Anton Pack[5]
- 1909–1929 Ignaz Wilfinger[5]
- 1929–1937 Anton Kaiser[5]
- 1938–1940 Josef Wieser[5]
- 1947–1960 Anton Kaiser[5]
- 1960–1968 Franz Seidl[5]